# Penaeoidea
Penaeoidea is een superfamilie van kreeftachtigen uit de klasse van de Malacostraca (hogere kreeftachtigen).

## Families
- Aristeidae Wood-Mason in Wood-Mason & Alcock, 1891
- Benthesicymidae Wood-Mason in Wood-Mason & Alcock, 1891
- Penaeidae Rafinesque, 1815
- Sicyoniidae Ortmann, 1898
- Solenoceridae Wood-Mason in Wood-Mason & Alcock, 1891